# علي رضا باشا (والي بغداد)
علي رضا باشا اللاظ قائد عسكري عثماني أنهى حكم المماليك في العراق وأصبح واليا على ولاية بغداد للفترة من (1831 – 1842 م). تولى مناصب عديدة منها كتخدا (أي معاون الوالي) وتولى منصب والي حلب ووالي ديار بكر.

## حياته الشخصية
علي رضا في الأصل من أهل طرابزون الواقعة على البحر الأسود، ينتمي إلى قبيلة اللاظ (أو اللاز كما تلفظ بالتركية) ولهذا ينسب اليها، عندما قدم بغداد كان بديناً في الخمسين من عمره تبدو عليه ملامح التتر ولكن بشكل مقبول. ويعتبر أحد اتباع الطريقة البكتاشية [2] كان مدمنا على الخمر. أبقى زوجته الأولى في حلب لما قدم بغداد وبعد قدومه بشهرين تزوج فتاة تدعى سلمى خاتون من بنات المماليك في بغداد ذات أصل كرجي.
زوج ابنته من عزت أحمد باشا في أثناء عمله في بغداد،

وقد رزق عزت أحمد باشا من زوجته ثلاثة أبناء: عزيز باشا (1835-1903)، وهو أيضًا حاكم إقليمي متسلسل؛.
وحقي باشا (توفي عام 1877)، وهو متصرف بيهاتش؛ وسليمان بك.

## الاستيلاء على بغداد
في سنة 1830 أرسل السلطان العثماني محمود الثاني إلى بغداد أحد رجالاته الموثوقين يدعى صادق أفندي وكانت مهمته هي التخلص من داود باشا أحس داود باشا بالمكيدة التي دبرها له السلطان وبمغزى قدوم صادق أفندى مبعوثا من السلطان إلى بغداد فقتله،  وقد كان لمقتل صادق أفندي صدى واسع في الاستانة وفي مختلف الولايات العثمانية.
كلف السلطان العثماني محمود الثاني والي حلب علي رضا باشا بإعداد جيش ضخم للهجوم على بغداد وفي أوائل شهر فبراير / شباط من سنة 1831 تحرك الجيش من حلب نحو بغداد وفي أواخر شهر آذار بدأ مرض الطاعون القادم من مدينة تبريز بالانتشار في بغداد وقد أفسد ظهور هذا المرض كل الخطط التي اعدها داود باشا لمقاومة الجيش العثماني القادم من مدينة حلب. دخل الجيش العثماني بغداد يوم 14 سبتمبر أيلول من سنة 1831 م بعد حصار طويل عليها  وبعد إحكام السيطرة على بغداد واستباب الأمن وضع علي رضا باشا خطة متقنة لقتل المماليك حيث تظاهر في بادئ الأمر بالرضا عن المماليك وولى بعضهم مناصب رفيعة في الدولة وفي ذات يوم دعا علي رضا باشا المماليك مع جماعة من اعيان بغداد وعلمائها إلى اجتماع بحجة الاستماع لقراءة الفرمان الذي وصل مؤخرا من الاستانة ما أن شرب جميع المدعوين القهوة ودخنوا الجبوق حتى إنهال الجنود الألبانيون الذين احضرهم علي رضا باشا بقتل جميع من كان مدعوا لهذا الاجتماع أما داود باشا فقد ألقي القبض عليه وأرسل معززا مكرما إلى إسطنبول.

## أعماله في بغداد
رفض عجيل بن محمد السعدون البيعة للوالي الجديد، فأرسل الوالي إليه قوات عثمانية بقيادة بكرآغا جليلي وسليمان الغنام شيخ العقيل ومعهم ماجد بن حمود الثامر وأخويه فيصل وعبد العزيز وصفوق الجربا. وقد دخل الطرفان في معركة استمرت إسبوعًا وسميت معركة الشطرة الثانية حيث جرت شمال الشطرة في مارس 1832م وانتهت بمقتل عجيل وتولي ماجد السعدون مشيخة القبيلة.
كان لعلي باشا ثلاثة معاونين يساعدوه في الحكم وهم كل من علي آغا اليسرجي وعبد القادر بن زيادة الموصلي وعلي أفندي الذي اشتهر في بغداد باسم الملا علي الخصي  ولم يكن هؤلاء المعاونين الثلاثة يحسنون معاملة أهالي المدينة ابدا. وفي 28 أيار - مايو من عام 1832 اندلعت في بغداد ثورة شعبية بقيادة عبد الغني آل جميل  غير أن الوالي علي باشا تمكن من القضاء على هذه الثورة الشعبية التي اجتاحت بغداد. كان علي باشا هو أول والي عثماني يسمح بإقامة مجالس العزاء الحسينية علانية وذلك في عام 1832 عندما حضر الوالي مجلس عزاء لدى إحدى الأسر الشيعية. وفي سنة 1835 جرى انتخاب المختارين لمحلات بغداد فصار لكل محلة مختار أول وثاني مع إمام يقوم بشؤون الزواج بالاتفاق مع المختارين.

### مشاكله مع قبيلتي شمر وعنزة
بعد استلامه الحكم امتنع رضا باشا في منح ماوعد به إلى صفوق الجربا لقاء مساعدته في احتلال بغداد، وفوق هذا بدأ الباشا يقلص مناطق نفوذ قبيلته، فاغتاظت القبيلة من ذلك وبدأت بإزعاج قرى متعددة بطلب أتاوات غير قانونية، وانتزاعها رسومًا باهظة من مرور القوافل على أراضيها. وفي أواخر 1832 أو بداية 1833 طالب صفوق بامتيازات أخرى من رضا باشا، ولكن الباشا رفض طلبه فأعلن صفوق تمرده. فجرت معركة قرب الكاظمية انتصرت فيها قوات الدولة، فتراجعت قبيلة شمر نحو الموصل حيث ساندت «يحيى باشا جليلي» والي الموصل الذي تمرد مسبقًا. ولم يأت شهر تموز يوليو 1833م حتى بدأ شيخ شمر وحليفه يحيى باشا يهاجمان العشائر اليزيدية في جبل سنجار التي كانت تغير على القوافل في طريق التجارة بين الموصل وماردين، ولما تمكنا من تحجيم تلك العشائر توجها نحو الموصل، حيث دخلاها وجرى تنصيب يحيى باشا واليًا عليها، فأعلن أنه تولاها من قبل إبراهيم باشا وقيادته المصرية في الشام، وقد انتشرت إشاعات تقول أن مستشارين عسكريين من قوات إبراهيم باشا ابن محمد علي والي مصر كانوا في معسكر صفوق لمساعدته في تمرده ضد والي بغداد. وبعد أن زوّده إبراهيم باشا بالبنادق والعتاد في أكتوبر 1833م توجه صفوق إلى بغداد لإسقاط الباشا بإمر من محمد علي كما قال تايلر القنصل الإنجليزي في بغداد، واستمر مطبقًا عليها لمدة ثلاثة أشهر مما وضع الوالي في موضع حرج جدًا، ولكن القوات البدوية ليس لها مقومات فتح مدن أو خوض حروب طويلة المدى، فبدأ وطأة الحصار تخف رويدًا رويدًا، فاستغل الوالي بأن عزل يحيى الجليلي من ولاية الموصل وسلط عليه بعض القوات العثمانية ليشغل صفوق بذلك، وعزل كذلك صفوق من مشيخة القبيلة وعين بدلا منه «شلاش العمر». بالإضافة إلى ذلك اتفق الوالي مع الفدعان من عنزة على أن تقوم بقتال شمر الجربا حتى تبعدها عن بغداد مقابل حصولها على أراضي شمر الوفيرة المرعى شرط انتصارها عليها، إلا أن صفوق كان قد رفع الحصار وغادر قبل وصولهم لمساعدة حليفه يحيى الجليلي، وقد يكون مقدم جموع غفيرة من عشائر عنزة قد أرغم صفوق على رفع الحصار.
وعندما زال خطر صفوق من بغداد أوعز علي رضا باشا إلى شيوخ عنزة بعدم الحاجة إلى خدماتهم، ولكن القبيلة رفضت ذلك وادعت انها قامت بواجبها وهي الآن تطالب بالمكافأة، ولتأكيد مطالبها نقلت القبيلة خيامها إلى مكان قريب من بغداد. فخاف الوالي من وجود 35000 مقاتل عنزي بالقرب من بغداد فدعا «شلاش العمر» أمير شمر المعين من قبله لمساعدته فلبى النداء، فأدرك صفوق أن ابن عمه يخوض معركة غير متكافئة مع قبيلة عدد رجالها 35 ألف فطلب منه الانسحاب والالتحاق به في الشمال، إلا أن شلاش العمر رفض ذلك فأرسل صفوق إليه 2000 مقاتل لمساندته، ولكن مع ذلك فقد انتصرت عنزة في المعركة بتفوق عددها على القوات العثمانية وقبيلة شمر في «هور عقرقوف» في الموقع المعروف ب«أبي ثوب» يوم 28 أكتوبر 1834م، وقُتِل شلاش في المعركة وغنمت عنزة عددًا من المدافع العثمانية، ثم حاصرت بغداد ونشرت الفوضى في أنحاء الجزيرة، ولكنها عادت إلى مناطقها في الشام بعد ان هدأت الأوضاع فيها وعبرت الفرات سنة 1835م. وفي سنة 1835م اندلعت اضطرابات في الجزيرة وماردين وتلعفر، مااضطر رشيد باشا الصدر الأعظم السابق ووالي الرقة وديار بكر الحالي إلى أن يقود جيشًا إلى تلك المناطق، فقبض على الشيخ صفوك وأرسله إلى الأستانة، وأنهى جميع التمردات في تلك المناطق.

### الهجوم على المحمرة
وفي عهده شن حملة على مدينة المحمرة سنة 1253هـ/1837م فهاجمها بغتة في 21 رجب 1253هـ/19 أكتوبر 1837م ودام القتال ثلاثة أيام تمكن بعدها من الاستيلاء على المدينة وتدميرها ثم عاد إلى البصرة، فلما وصلها جاء إليه عبد الرحمن بن مبارك الراشد أمير بلدة الزبير من آل رباع أهل حريملاء من عنزة ومعه عدة رجال من أتباعه وأعوانه للسلام عليه، فلما حضر عنده أمر الباشا بالقبض عليه، وطلب منه أموالا وعذبه بأنواع العذاب، فلم يعطه عبد الرحمن شيئا لأنه تيقن أن الوالي يريد قتله، فما لبث الوالي حتى قتله. وبعدها توجه علي باشا مع حاكم الكويت الشيخ جابر إلى الكويت، وكان غرضه من الزيارة هي الاستفادة من الخلاف الدائر بين أمراء نجد خالد بن محمد وعبد الله الثنيان آل سعود، لاعتقاده أن مكوثه بالكويت سيضطر أحد الأميرين لطلب المساعدة منه، وعندئذ يهون عليه الاستيلاء على نجد، ولكن لم يتحقق له ماكان يظن فعاد إلى بغداد.

## نهاية ولايته
بعد ولاية امتدت أحد عشر عاماً، وفي شهر نيسان - ابريل 1842 م نُقِل علي رضا باشا إلى الشام وحل محله في ولاية بغداد الوالي محمد نجيب باشا الذي وصلها في شهر ايلول - سبتمبر.
وقد أشار الفرمان الذي فصل بموجبه علي باشا إلى صهره عزت أحمد باشا كمصدر للشكاوى ضد الانتهاكات المزعومة لإدارة علي باشا، وهذا يدل على الأرجح إلى تداعيات أو خلاف بين الاثنين، أو مؤامرة سياسية ضد علي رضا باشا من قبل صهره.

## الملاحظات
1. ↑  وفدت عشائر عنزة القوية إلى العراق هاربة من وجه القوات المصرية في الشام التي كانت تفرض عليها إما السكينة والاستقرار أو قتالها، ولم يكن في استطاعة تلك العشائر مقاومة جيش قوي ومنظم، فغادرت الشام إلى العراق أملا بالمساعدة من والي بغداد والتفاهم مع عشائر العراق في اقتسام المرعى. وما أن هدأت الأوضاع في الشام حتى عاد الفدعان من عنزة إلى الشام وانسحبوا من العراق.[23]